# هافارد هولم
هافارد هولم هو موظف مدني نرويجي، ولد في 15 ديسمبر 1943، وتوفي في 28 يوليو 2017.